# Les Yeux en bandoulière
Les Yeux en bandoulière (The Problem of the Green Capsule dans l'édition originale américaine et The Black Spectacles dans l'édition britannique parue la même année) est un roman policier de John Dickson Carr publié en 1939. C'est le 10e roman de la série mettant en scène Gideon Fell, lequel n'intervient qu'à la moitié du roman.
Le roman contient deux enquêtes criminelles qui ont pour lien la famille Chesney. Tout d'abord, le bourg dans lequel ils habitent a fait l'objet d'une série d'empoisonnement de bonbons chez une vendeuse de sucreries : un enfant est mort et d'autres ont été gravement intoxiqués. En second lieu, l'aîné des Chesney et chef d'une entreprise prospère, Marcus Chesney, est assassiné par empoisonnement. Une troisième victime est constatée en la personne du responsable de son entreprise. Le lien entre les deux séries de crimes est le fait que Marcus aurait découvert l'identité de l'empoisonneur et sa manière d'opérer. L'empoisonnement de Marcus est une énigme en chambre close. L'action a lieu dans la ville fictive de Sodbury Cross, près de Bath dans le Somerset.

## Principaux personnages
- Les victimes
  - Frankie Dale : enfant ; empoisonné à la strychnine.
  - Marcus Chesney : riche Anglais ; frère de Joe et oncle de Marjorie ; empoisonné à l'acide prussique.
  - Wilbur Emmett : directeur de l’entreprise de Marcus ; assommé puis empoisonné à l'acide prussique.

- Les enquêteurs
  - Gideon Fell : enquêteur privé.
  - Andrew Elliot : inspecteur de police à Scotland Yard.
  - M. Crow et M. Bostwick : policiers locaux de Sodbury Cross.

- Les suspects
  - Marjorie Wills : 20 ans, nièce de Marcus et de Joe ; fiancée de George Harding.
  - George Harding : 25 ans ; chimiste ; fiancé récent de Marjorie.
  - Joseph (dit « Joe ») Chesney : médecin ; frère de Marcus.
  - Gilbert Ingram : professeur retraité ; ami des frères Chesney.

- Autres personnages
  - Mme Terry : propriétaire d'un débit de tabac et de vente de sucreries.
  - Hobart Stevenson : pharmacien à Sodbury Cross.
  - Paméla et Léna : femmes de chambre des Chesney.

## Résumé
Le roman comporte 20 chapitres dans l'édition parue dans les Intégrales du Masque en 1992, mais seulement 19 chapitres dans l'édition du Masque en 1986 (le chapitre 18 a été supprimé et les chapitres 19 et 20 renumérotés en 18 et 19). Le résumé ci-dessous reprend le chapitrage des Intégrales du Masque de 1992.
Le roman est dédié « à la mémoire d'Edward Powys Mathers », mort le 3 février 1939.
Le récit est formellement structuré en trois parties :
- Première partie : « Perception I avec verres fumés » (chapitres 1 à 5).
- Deuxième partie : « Perception II avec verres fumés » (chapitres 1 à 9).
- Troisième partie : « Perception III avec verres fumés » (chapitres 10 à 15).
- Quatrième partie : « Si on ôtait les lunettes » (chapitres 16 à 20).

### Mise en place de l'intrigue
Chapitres 1 à 3.
Le récit commence dans les ruines de Pompéi. On est en juin et des touristes visitent les ruines : Marcus Chesney (un riche Anglais, propriétaire d'une entreprise de culture de pêches), Marjorie Wills (sa nièce), George Harding (petit ami de Marjorie), Joe Chesney (médecin et frère de Marcus), Wilbur Emmett (directeur de l’entreprise de Marcus), Gilbert Ingram (ami des frères Chesney). Ils ont quitté l'Angleterre à la suite d'empoisonnements criminels dans la petite ville dans laquelle ils habitent : des bonbons de Mme Terry, vendeuse de sucreries, ont été empoisonnés à la strychnine et un enfant est mort ; d'autres ont été gravement intoxiqués. Certains habitants soupçonnent Marjorie d'être l’empoisonneuse : elle avait été la seule à acheter puis à échanger des bonbons chez Mme Terry. Les deux frères Chesney, Marjorie, George, Wilbur Emmett et Gilbert Ingram ont provisoirement quitté leur petite ville de Sodbury Cross, près de Bath, pour « changer d'air » en Italie. Un autre touriste les a croisés : Andrew Elliot, inspecteur de police à Scotland Yard.
Puis on retrouve les protagonistes quatre mois après, en octobre. La situation a peu évolué. La police locale ne sait pas comment traiter l'enquête et fait appel à Scotland Yard, qui dépêche sur les lieux l'inspecteur écossais Andrew Elliot. Vers 23 h, celui-ci est accueilli par les deux policiers locaux, M. Crow et M. Bostwick, qui lui font un résumé de l’affaire. Moins d'une heure après son arrivée, on apprend que Marcus Chesney a été empoisonné, peut-être au cyanure.
Quelques heures auparavant, durant le dîner, Marcus avait, devant ses proches, émis la théorie que l'être humain est incapable de regarder correctement, qu'il a ses yeux en bandoulière, tout comme un touriste qui transporterait une caméra dans un étui en bandoulière. Il propose aux membres de la maisonnée de leur présenter une petite représentation théâtre de deux minutes, à la suite de laquelle ils devront répondre à diverses questions pour vérifier la justesse de leur témoignage. Et pour éluder le faillible facteur humain, l'expérience sera en outre filmée par George avec une caméra.
À minuit, en l'absence de Joe qui était parti assister une femme en train d'accoucher, la saynète avait été présentée à Marjorie, George et Ingram. Marcus jouait la saynète avec Wilbur Emmett, déguisé de manière inattendue (vêtements criards, chapeau haut-de-forme, grosses lunettes, etc.). Marcus ingurgitait une sorte de capsule d'huile de ricin et, quelques minutes après, tombait dans le coma avant de mourir. Son partenaire avait pris la fuite. C'est alors que Joe était arrivé à la maison et avait fait appeler la police. À l'extérieur sur le chemin, on retrouve Wilbur Emmett, ayant reçu un coup sur la tête. Ses graves blessures tendant à montrer que l'attaque a eu lieu avant minuit, on est bien forcé de considérer que quelqu'un l'a remplacé auprès de Marcus, a joué le rôle dévolu à Emmett et a tué Marcus. Mais qui a fait le coup ? Apparemment, c'est quelqu'un qui connaissait l'existence de la saynète, et au total les suspects ne sont que cinq : Marjorie, George, Joe, Wilbur et Gilbert.

### Enquête policière sans Gideon Fell
Chapitres 4 à 10.
On a retrouvé dans le chemin les habits portés par le partenaire de Marcus durant le petit spectacle. Il y a notamment une sacoche bizarre sur laquelle sont inscrits les mots : « Dr R-H. Némo ». Par la suite, on évoquera le tueur sous les noms de « Dr Némo » ou tout simplement « Némo ».
Marjorie est la première à être auditionnée par les trois policiers. Elle leur explique comment Marcus avait fixé la soirée et le déroulement du spectacle. Elle précise où chacun des trois spectateurs (George à l'extrême gauche près de la porte-fenêtre, elle au centre, Ingram à l'extrême droite) avait été placé par Marcus. Elle est persuadée que le partenaire de Marcus ne pouvait pas être Emmett, qui selon elle aurait été assommé juste avant la représentation et aurait été remplacé par le Dr Némo. Mais pourquoi le meurtrier aurait-il pris tant de risques, alors qu'il n'avait qu'à échanger la fausse capsule d'huile de ricin avec la capsule empoisonnée : le résultat aurait été le même.
Les enquêteurs lisent les dix questions que Marcus avait préparées afin de les soumettre à ses trois spectateurs :
1. Y avait-il une boîte sur la table ? Si oui, décrivez-là.
2. Quels objets ai-je pris sur la table ? et dans quel ordre ?
3. Quelle heure était-il ?
4. Combien mesurait le personnage qui est entré par la porte-fenêtre ?
5. Décrivez son habillement.
6. Que portait-il dans la main droite ? Décrivez cet objet.
7. Décomposez tous ses gestes. A-t-il enlevé quelque chose de la table ?
8. Que m'a-t-il donné à avaler ? Combien de temps ai-je mis à l'avaler ?
9. Combien de temps est-il resté dans la pièce ?
10. Quelle est la personne ou les personnes qui ont parlé ? Quelles ont été les paroles prononcées ?

On évoque le cas de Christiana Edmunds (1828-1907), une célèbre empoisonneuse anglaise qui s'était procurée de la strychnine pour le mêler à du chocolat qu'elle offrait à des amis ou vendait dans une échoppe.
Les policiers posent ensuite aux trois spectateurs les questions préparées par Marcus. Comme ce dernier s'y attendait, les réponses sont souvent différentes, voire contradictoires. Ceci permet de revenir de manière approfondie sur ce qu'il s'était passé durant la représentation.
Ingram prend l'initiative de faire remarquer qu'il a été témoin de la présence de Marjorie et de George durant le spectacle. Or ceux-ci attestent aussi de la présence d'Ingram. Le trio dispose donc d'un alibi inattaquable.
Les policiers se demandent aussi qui avait eu accès à de l’acide prussique. Il semble que ce dangereux produit chimique ait été à la disposition de chacun des membres de la maisonnée.
Crow propose quatre questions dont la réponse permettrait selon lui de découvrir le criminel :
1. Pourquoi avoir remplacé la boîte verte par une boîte bleue ?
2. Qu'a-t-on manigancé avec la pendule ?
3. Quelle était la taille de Dr Némo ?
4. Pourquoi Marcus manipulait-il une fléchette ?

Cette enquête ayant duré plusieurs heures, tout le monde va ensuite se coucher, vers 3 h 30 du matin.
Le lendemain matin, l'inspecteur Elliott se rend à Bath et y rencontre le Dr Fell. Il réclame son aide et sans se faire prier Fell accepte. Elliott lui avoue qu’il est tombé amoureux de Marjorie lorsqu'il l'avait croisée en juin dernier à Pompéi.

### Enquête policière avec Gideon Fell
Chapitres 11 à 19.
Fell reçoit le rapport d'Elliott et lui pose des questions. Fell est intrigué par l'une des questions de Marcus : Combien mesurait le personnage qui est entré par la porte-fenêtre ? S'il s'agissait d'Emmett, cette question était totalement inutile. Puis Fell reprend les faits de l’empoisonnement de juin : les bonbons ont très bien pu être empoisonnés, non pas le 17 juin comme les policiers le croyaient, mais plusieurs jours auparavant. L'un des rares sujets sur lesquels les policiers étaient certains se révèle mouvant. Enfin le docteur Fell pose des questions sur une ampoule d'éclairage achetée la veille au matin pour allumer le spectacle du soir : l'ampoule s'est cassée au bout d'une demi-heure seulement.
Les deux hommes quittent Bath et se rendent à Sodbury Cross. Ils apprennent que le film du spectacle, enregistré vers minuit par George, a pu être développé et qu'on pourra bientôt le visionner. Ils apprennent alors que Wilbur Emmett est mort, non pas des suites de son agression de la nuit, mais empoisonné dans son lit, sans doute avec de l'acide prussique.
Marjorie leur apprend qu'elle connaît George depuis environ un an, qu'elle se rendait fréquemment à Londres pour le voir en cachette et qu'ils ont fait croire à tout le monde qu'ils s'étaient rencontrés par hasard durant le voyage en Italie. L'inspecteur Elliott découvre que Marjorie sait lire sur les lèvres (ce qui se révèlera important plus tard).
Les policiers, avec Fell, visionne le film pris par George. La première chose qu’ils découvrent est que la « fléchette » qu'on croyait tenue par les doigts de Marcus était en fait la grande aiguille de la pendule. Or ce qu'on avait cru être, dans le film, les minutes sur la pendule, était l'ombre de la petite aiguille. Il en découle une chose importante : l'alibi de Joe Chesney, le médecin, ne tient plus, puisqu'il était arrivé quelques instants après minuit et qu'il aurait pu être sur les lieux lors du meurtre. Pendant un certain moment, les enquêteurs évoquent l'hypothèse que Joe ait pu être l’assassin.
Les enquêteurs continuent le visionnage du film, qui les met en difficulté et leur fait poser nombre de questions, notamment sur la taille du Dr Némo. M. Bostwick émet l'hypothèse qu'il y ait eu deux assassins : Wilbur Emmett et Marjorie.
L'interrogatoire des deux femmes de chambre des Chesney permet à Fell d'apprendre des renseignements intéressants.
C'est alors que l'attention des policiers est attirée par l'arrivée soudaine d'une automobile. A l'intérieur : Marjorie, George, Ingram et Joe. Soudain Joe prend un revolver, le pointe en direction de la nuque de George, et tire. Dans les minutes qui suivent, on apprend pêle-mêle que Marjorie et George se sont mariés en fin de matinée. C'était un projet prévu depuis plusieurs mois et ils ne veulent pas que la mort de Marcus puisse l'empêcher. Concernant le coup de feu de Joe sur George, Joe assure qu'il était persuadé que l’arme était déchargée et qu’il n'a jamais voulu tuer le jeune homme. En fait George n'a pas été sérieusement blessé : la balle a glissé sur sa nuque et il se relève sans difficulté ; plus de peur que de mal. Les policiers ne savent quoi penser de ce mariage inattendu ni de ce coup de feu qui ravive leurs soupçons à l'égard de George. Pour sa part, l'inspecteur Elliott a du mal à cacher sa jalousie face à ce mariage qui fait disparaître tous ses espoirs cachés.
Après un long exposé sur les célèbres empoisonneurs des derniers siècles, Fell fait réunir tous les protagonistes de l’affaire et leur annonce qu'on va leur présenter le film. Il demande à Marjorie, en particulier, de regarder attentivement les lèvres de Marcus et, elle qui sait lire sur les lèvres, de leur dire les mots prononcés par son oncle. Le film est donc de nouveau passé devant tout le monde. Les spectateurs sont unanimes pour considérer que c'est Wilbur Emmett qui est le Dr Némo. Quand Marcus dit quelques mots, Marjorie les lit sur les lèvres. Or ce sont des mots que personne n'a entendu prononcer une quinzaine d'heures plus tôt. Marcus disait : « Docteur Fell, je ne vous aime pas ». Tout le monde est sidéré.

### Dénouement et révélations finales
Chapitre 20.
Fell fait alors une révélation fracassante : il n'y avait pas eu un film de tourné, mais deux films. La veille au matin ou en début d'après-midi, Marcus avait besoin de deux comparses : d'une part Wilbur Emmett, d'autre part George Harding. Avec eux il avait fait une répétition du spectacle qu'il comptait donner. Cette répétition avait été filmée par George. C'est alors Wilbur qui avait joué le rôle du Dr Némo. Le but était de faire le spectacle et de montrer ensuite le faux film afin de décontenancer et mystifier Ingram : ce qu'il croyait avoir vu n'était pas la réalité. Ainsi, lors du début de la vraie représentation, il était secrètement prévu que George, alors que la pièce était plongée dans le noir, quitte sa place et vienne le rejoindre sur scène. Ainsi c'était George qui avait joué le rôle du Dr Némo et Wilbur qui avait pris sa place dans le siège avec la caméra. Puis George avait placé la capsule d'huile de ricin contenant l’acide prussique dans la gorge de Marcus, qui était mort quelques instants plus tard. Alors que Wilbur quittait sa place et se rendait dehors, George l’avait assommé et avait rejoint sa place, ni vu ni connu. Le lendemain matin, afin de faire taire un témoin qui allait révéler le pot-aux-roses, George l'avait tué avec le même poison. C'est le film de la répétition qui avait été présenté aux policiers. Cela explique aussi pourquoi l'ampoule d'éclairage s'était éteinte au bout d'une demi-heure seulement d'utilisation : elle avait déjà été utilisée le matin même.
Depuis le début, George avait eu l'intention de tuer Marcus. En effet, il comptait bien, une fois marié avec Marjorie, s'emparer de la fortune des Cheney. Il avait commis les empoisonnements chez Mme Terry en juin pour se créer un solide alibi et écarter de lui tous les soupçons ultérieurs. En effet, il n'était pas censé connaître Sodbury Cross en juin, puisqu'il était censé avoir rencontré plus tard Marjorie par hasard en Italie. Il s'était déguisé en touriste, avait utilisé une mallette à double fond et avait déposé des bonbons empoisonnés dans les bacs à bonbons de la vendeuse. Le but était de lier des empoisonnements dont il aurait été considéré comme innocent (juin) avec un empoisonnement projeté de Marcus (ultérieurement).
Concernant le meurtre de Marcus, il ne l'avait pas prémédité. C'est lorsque Marcus lui avait parlé de la représentation qu'il comptait mettre en scène le soir même que George avait décidé de se saisir de l'événement pour empoisonner Marcus et avoir un alibi à toute épreuve : le film qu'il allait présenter aux policiers était celui du matin, avec Wilbur Emmett comme étant Némo, tandis que lui serait considéré par Marjorie et Ingram comme n’ayant jamais quitté son siège. Ceci étant, le coup de feu de Joe en direction de sa nuque était un pur fait accidentel.
Le roman se finit par les pleurs de Marjorie, qui découvre que l’homme qu’elle a épousé deux heures auparavant est un tueur en série. Les propos échangés entre les protagonistes donnent à penser qu'elle pourrait se consoler prochainement avec l'inspecteur Elliott.

## Particularités du roman
Énigme fondée sur un crime filmé et, par conséquent, réputé impossible puisque le criminel n'a aucun moyen de couvrir son forfait, cette enquête contient également au chapitre 18 un exhaustif exposé du héros sur les empoisonneurs célèbres. Dans la traduction française, ce chapitre ne fut entièrement rétabli que dans l'édition de 1992.
Après Le Naufragé du Titanic, Les Yeux en bandoulière donne lieu à la seconde apparition de l'inspecteur écossais de Scotland Yard Andrew MacAndrew Elliot, comme essentiel bras droit du Dr Fell.
Le rapprochement allusif entre la caméra dans un étui en bandoulière et les yeux (aveugles) en bandoulière est présent à plusieurs reprises dans le roman, notamment dans les premiers chapitres, car il s'agit d'une des expressions favorites de Marcus Chesney, ce qui justifie le titre français. Le titre original de l'édition britannique (Cf. Black Spectacles) renvoie au regard voilé (imparfait) d'une personne qui porte des lunettes à verres fumés : dans le premier chapitre, les principaux personnages portent tous des lunettes de soleil lors de leur visite d'une villa de Pompéi. Plus tard, pour dissimuler son identité, le meurtrier porte un long manteau, un chapeau haut-de-forme et des lunettes noires.

## Éditions
Bien que le roman soit paru aux États-Unis, il est mieux connu sous son titre britannique en raison des légères corrections apportées au texte par son auteur pour l'édition de The Black Spectacles.
- Éditions originales en anglais
  - (en) John Dickson Carr, The Problem of the Green Capsule, New York, Harper, 1939 — Édition américaine
  - (en) John Dickson Carr, The Black Spectacles, Londres, Hamish Hamilton, 1939 — Édition britannique

- Éditions françaises
  - John Dickson Carr (auteur) et Jane Fillion (traducteur), Les Yeux en bandoulière [« The Black Spectacles »], Paris, Éditions J'ai lu, coll. « J'ai lu policier no 11 », 1968, 256 p. (BNF 32941152)
  - John Dickson Carr (auteur) et Jane Fillion (traducteur), Les Yeux en bandoulière [« The Black Spectacles »], Paris, Librairie des Champs-Élysées, coll. « Le Masque.  no 1843 », 1986, 220 p. (ISBN 2-7024-1718-3, BNF 34872471)
  - John Dickson Carr (auteur) et Jane Fillion (traducteur) (trad. de l'anglais), Les Yeux en bandoulière [« The Black Spectacles »], Paris, Librairie des Champs-Élysées, coll. « Le Club des Masques no 607 », 1991, 219 p. (ISBN 2-7024-2157-1, BNF 35478535)
  - John Dickson Carr (auteur) et Jane Fillion (traducteur) (trad. de l'anglais), Les Yeux en bandoulière [« The Black Spectacles »], « in » J.D. Carr, vol. 2 - Dr. Fell (1935-1939), Paris, Librairie des Champs-Élysées, coll. « Les Intégrales du Masque. », 1992, 1084 p. (ISBN 2-7024-2247-0, BNF 35546326) Ce volume omnibus réunit les romans suivants : Trois cercueils se refermeront, Le Meurtre des Mille et Une Nuits, À réveiller les morts, Le Naufragé du Titanic, Les Yeux en bandoulière

## Adaptation télévisuelle
- 1989 : Les Yeux en bandoulière, épisode 13, de la saison 1 de la série télévisée française Le Masque, réalisé par Pierrick Guinard. Cette adaptation télévisée met en vedette Henri Virlogeux, Pierre Rousseau et Franck-Olivier Bonnet.

## Sources bibliographiques
- Jacques Baudou et Jean-Jacques Schleret, Les Métamorphoses de la chouette, Paris, Futuropolis, 1986, p. 55.
- Roland Lacourbe, John Dickson Carr : scribe du miracle. Inventaire d'une œuvre, Amiens, Encrage, 1997, p. 54-55.